# حميمقات النحل (فصيلة فرعية)
حميمقات النحل (الاسم العلمي: Perninae)، فُصيلة طيور جارحة من الفصيلة البازية. تشمل 15 نوعًا ضمن 6 أجناس.